# Tzath II
Tzath II di Lazica (in georgiano წათე II?; fl. 550), Tzathius o Tzathios (in greco Τζάθιος?), nelle fonti bizantine, fu re di Lazica dall'anno 556 fino a una data sconosciuta.

## Biografia

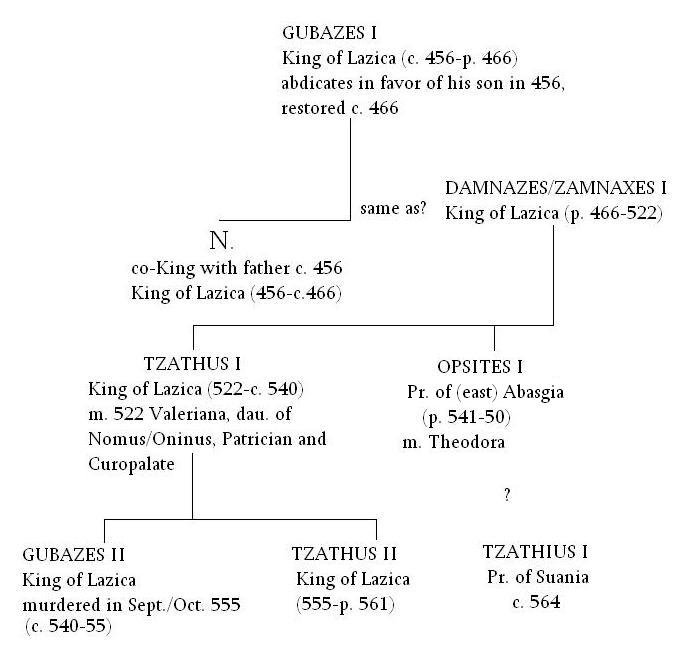
Un possibile albero genealogico della famiglia reale laza redatto da Cyril Leo Toumanoff

Gli antichi annali non forniscono notizie sui genitori di Tzath II, tuttavia, il noto storico e genealogista russo Cyril Leo Toumanoff ha affermato di ritenere che egli fosse figlio di re Tzath I, e che quindi vantasse discendenza bizantina attraverso la madre, Valeriana, sposa di Tzath. L'usanza di sposare donne bizantine, appartenenti solitamente all'aristocrazia senatoria, era piuttosto comune tra i membri della famiglia reale laza: anche Opsites, zio di Tzath, e da molti ritenuto uno dei suoi predecessore sul trono di Lazica, ad esempio, si era sposato con una nobildonna bizantina, tale Teodora.
È noto che Tazth ebbe un fratello maggiore, che lo precedette sul trono con il nome di Gubazes II, e una sorella il cui nome non ci è pervenuto. 
Nell'anno 555, quando Gubazes II fu assassinato con una congiura ordita ai suoi danni da alcuni comandanti bizantini suoi alleati, capeggiati da Martino e Rustico, di cui il sovrano si era attirato le inimicizie denunciando all'imperatore Giustiniano I le loro inettitudini sul campo di battaglia, il futuro re Tzath risiedeva proprio presso la capitale bizantina, Costantinopoli. Convinto a indagare sulla morte di Gubazes da una delegazione del popolo lazo che chiedeva giustizia per l'omicidio del proprio re e la nomina di Tzath a nuovo sovrano del regno di Lazica, Giustiniano inviò nella Lazica un senatore di nome Atanasio, le cui indagini porteranno poi alla condanna a morte di Rustico e alla deposizione di Martino, e consegnò a Tzath i regalia del trono di Lazica, confermando la sua nomina a re al posto del fratello ucciso.
Nella primavera del 555 o del 556, ancora in piena guerra, Tzath, ornato con vesti regali, arrivò quindi nella Lazica assieme ad Atanasio e al  magister militum Soterico, e ricevette una festosa cerimonia di benvenuto.
Nulla ci è più pervenuto sulla vita di Tzath e su come egli amministrò il proprio regno. Di fatto, egli fu l'ultimo sovrano a noi noto della dinastia di sovrani lazi iniziata da Gubazes I. Con la firma del trattato di Dara tra l'impero bizantino e quello sasanide, che nel 562 pose di fatto termine alla guerra lazica scoppiata una ventina d'anni prima e con cui i Persiani cedettero il controllo dell'intera regione della Lazica ai Bizantini, il regno di Lazica fu pian piano inglobato dall'impero bizantino e scomparve dalle fonti storiche.